# Lactifluus piperatus
Lactifluus piperatus (synonym Lactarius piperatus) thường được gọi là mũ sữa chè, là một loại nấm basidiomycete bán được của Lactifluus. Mặc dù ăn được, nhưng không phải do một số người ăn vì vị nghèo nàn của nó. Mặc dù có thể được sử dụng làm gia vị khi khô. Cơ thể quả là một loại nấm kem trắng có hình ống khói khi trưởng thành. Với những mang mang đặc biệt. Nó có thể làm chảy máu sữa có mùi phết trắng khi cắt

## Đặc điểm và phân
Loài này được đặc tên bởi một tên khoa học tên Carl Linnaeus người chính thức mô tả nó trong Tập 2 của Loài Plantarum năm 1753
Nhà tự nhiên học Tyrolian Giovanni và Antonio Scopoli đã được coi là tác giả của mô tả đầu tiên; tuy nhiên, một sửa đổi gần đây của Bộ luật Quốc tế về Danh mục Thực vật năm 1987 đã thay đổi các quy tắc liên quan đến ngày bắt đầu và công việc chính cho tên của nấm trong bộ Fungi

## Mô tả

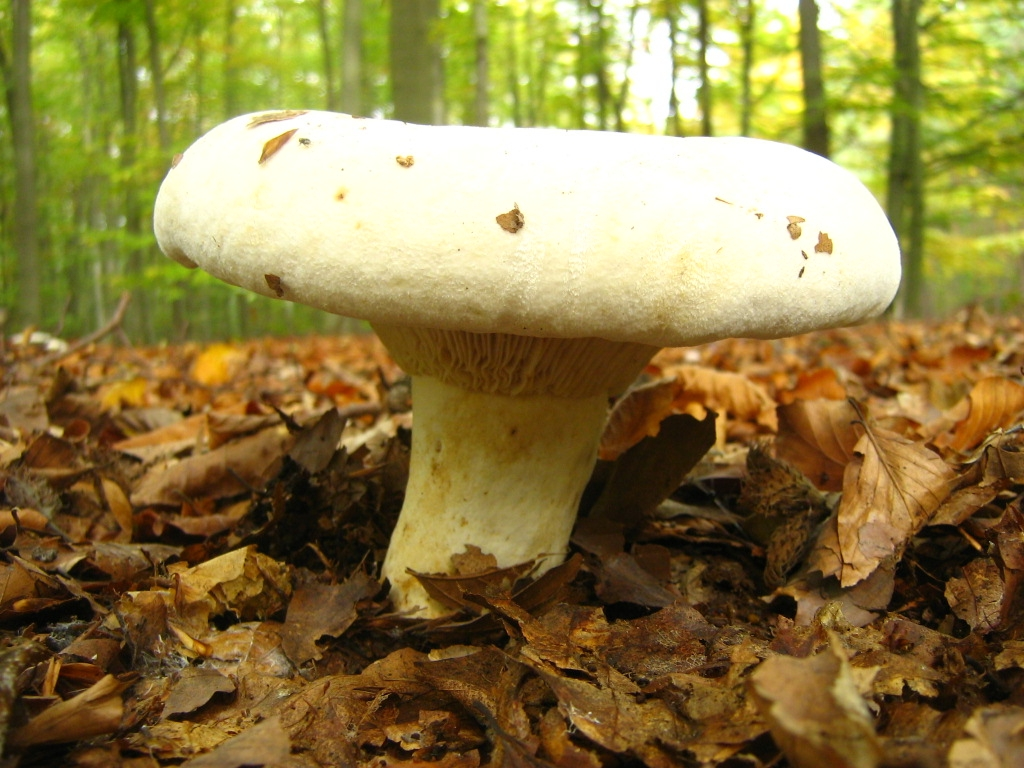
The similar L. vellereus được phân biệt bởi nó ngắn hơn, dày hơn và nắp đậy len lớn của nó

Lactifluus piperatus  có [[pileus (nấm học)] cap]] mà thay đổi từ 6–16 cm (2,5–6,5 in) ngang của nó lồi với một trung tâm hình chữ nhật rộng. Nắp có màu kem, màu trắng, không màu; không bóng; bề mặt của nó có thể bị nứt ở những nơi khô